# Грачевська Ганна Євгенівна
Анна Євгенівна Грачевська (уроджена Панасенко; нар. 6 вересня 1986, Харків, Українська РСР, СРСР) — телеведуча, актриса, співачка, режисерка, письменниця.

## Біографія
У 2008 році закінчила кафедру режисури та продюсерського майстерності Санкт-Петербурзького державного інститут культури за фахом «режисер шоу-програм» .
В інтерв'ю неодноразово повідомляла, що після закінчення закладу вищої освіти спільно з одногрупницею поставила спектакль в петербурзькому клоун-мім-театр «Мімігранти». Однак директор театру інформацію не підтвердив.
Була помічником режисера художнього фільму «Дах». Працювала асистентом режисера по роботі з акторами кіножурналу «Єралаш».
У травні 2010 року вийшла заміж за Бориса Грачевського (різниця у віці — 37 років). У лютому 2014 року стало відомо про початок шлюборозлучного процесу, в травні 2014 року подружжя офіційно розлучилося. Ганна залишила прізвище чоловіка.
У 2017 році проходила навчання в РУДН на кафедрі Аюрведи.

### Кар'єра на телебаченні
З 2012 по 2015 рік — ведуча на телеканалі «ГУМОР ТБ». Програми: «Обережно, Ганна Грачевська», «Гумористичний гороскоп», «Планета Гумор», «Welcome Show».
З 2015 року і дотепер працює ведучою на телеканалі «Russian Musicbox». Програми: «ВКонтакте live», «NewsBox».

### Акторська кар'єра
Дебютувала як актриса в кіножурналі «Єралаш» (2008—2012). Сюжети: «Лицарський турнір», «Обжора», «Крик».
У 2012 році знялася разом з Борисом Грачевським у художньому фільмі «Мексиканський вояж Степанича» в ролі Грачіти.
У 2015 році брала участь в мюзиклі «Танці і Зірки» Олени Самоданової.

## Нагороди і премії
- Телевізійна премія «Золотий промінь» (2017) у номінації «Найкращий ведучий»[6].

## Особисте життя
- Перший чоловік — Борис Грачевський.
  - дочка — Василина (нар.. 19 вересня 2012).
- Другий чоловік — Артем Кузякин.

У липні 2021 року розпочався конфлікт за спадщину колишнього чоловіка. Ганна разом з останньою дружиною Бориса Грачевського, Катериною Білоцерківською, яка народила режисерові сина вирішили розподілити спадок між двома дітьми. Але до розподілу спадщини підключиться і колишня дружина Галина з дочкою. остання направила вдові позовну заяву на долю у спадщині.